# FNN東海テレビおはよう!サンライズ
『FNN東海テレビおはよう!サンライズ』（エフエヌエヌとうかいテレビおはようサンライズ）は、1993年4月1日から1994年3月31日まで東海テレビで放送された平日朝のニュース・情報番組である（『FNN おはよう!サンライズ』の東海テレビタイトル差し替え、協力：中日新聞）。

## キャスター
・庄野俊哉ほか（項目説明に関係ない事だが、同番組は放送後期に差し掛かるとフジテレビ側の「ＦＮＮおはよう！サンライズ」とはほぼ分離状態となり、「おはよう！サンライズ・朝いちばん！」と言う約２０分編成の報道番組に変貌していた。変貌後の「朝いちばん！」を引き継ぐようにして「めざましテレビ・朝いちばん！」を１０分編成でお送りしてたものの、現在は放送が凍結状態にある。）

## 主なコーナー
- ローカルニュース
- すくすくぽん!（65分編成時代のみ）
- ほか